# Scandinavian Race Uppsala 2013
La 105e édition de la Scandinavian Race Uppsala a eu lieu le 11 mai 2013. Elle a été remportée par le Suédois Alexander Gingsjö.

## Classements

### Classement final
Alexander Gingsjö remporte la course en parcourant les 193,5 kilomètres en 4 h 22 min 48 s à la vitesse moyenne de 44,178 km/h.
| Classement final | Classement final     | Classement final | Classement final           | Classement final   |
|                  | Coureur              | Pays             | Équipe                     | Temps              |
| ---------------- | -------------------- | ---------------- | -------------------------- | ------------------ |
| 1er              | Alexander Gingsjö    | Suède            | People4you-Unaas           | en 4 h 22 min 48 s |
| 2e               | Marcus Johansson     | Suède            |                            | + 11 s             |
| 3e               | Toms Skujiņš         | Lettonie         | Rietumu-Delfin             | + 45 s             |
| 4e               | Michael Olsson       | Suède            | People4you-Unaas           | + 49 s             |
| 5e               | Edvin Wilson         | Suède            | Joker-Merida               | m.t                |
| 6e               | Lars Andersson       | Suède            | Concordia Forsikring-Riwal | + 52 s             |
| 7e               | Marius Hafsås        | Norvège          | Ringeriks-Kraft Look       | + 1 min 5 s        |
| 8e               | Gorik Gardeyn        | Belgique         | Doltcini-Flanders          | + 1 min 9 s        |
| 9e               | Marek Čanecký        | Slovaquie        | RSC Amplatz                | m.t                |
| 10e              | Christian Bertilsson | Suède            | People4you-Unaas           | + 1 min 10 s       |
| modifier         |                      |                  |                            |                    |

### UCI Europe Tour
Cette Scandinavian Race Uppsala attribue des points pour l'UCI Europe Tour 2013, par équipes seulement aux coureurs des équipes continentales professionnelles et continentales, individuellement à tous les coureurs des équipes précitées.
| Position           | 1er | 2e | 3e | 4e | 5e | 6e | 7e | 8e |
| Classement général | 40  | 30 | 16 | 12 | 10 | 8  | 6  | 3  |